# فرودگاه گالیله
فرودگاه گالیله (به انگلیسی: Galileo Galilei Airport) (به زبان بومی: Aeroporto Galileo Galilei) یک فرودگاه همگانی و نظامی مسافربری با کد یاتا PSA است که یک باند فرود آسفالت دارد و طول باند آن ۳۰۰۲ متر است. این فرودگاه در شهر پیزا کشور ایتالیا قرار دارد و در ارتفاع ۲ متری از سطح دریا واقع شده‌است.

## شرکت‌های هواپیمایی و مقصدهای پروازی

### مسافری
| شرکت‌های هواپیمایی                                     | مقصدهای پروازی |
| ----------------------------------------------------- | --- |
| ایجین ایرلاینز                                        | فصلی: آتن |
| ایر لینگاس                                            | فصلی: دوبلین |
| آلیتالیا اجرا توسط آلیتالیا سیتی‌لاینر                 | لئوناردو دا وینچی-فیومیچینو فصلی: اولبیا - کاستا اسمرالدا |
| Alsie Express                                         | چارتر فصلی: سوندربورگ |
| بلو پاناروما ایرلاینز اجرا توسط بلو پاناروما ایرلاینز | مادر ترزای تیرانا |
| بریتیش ایرویز                                         | هیترو لندن فصلی: گاتویک |
| چک ایرلاینز                                           | فصلی: پراگ رازیون |
| ایزی‌جت                                                | برلین شونفلد، بریستول، گاتویک، لوتن لندن، منچستر، اورلی فصلی: هامبورگ |
| easyJet Switzerland                                   | فصلی: بازل-مولوز-فرایبورگ اروپا، ژنو |
| Ernest Airlines                                       | مادر ترزای تیرانا |
| یورو وینگز                                            | وین فصلی: اشتوتگارت |
| یورو وینگز اجرا توسط جرمن‌وینگز                        | فصلی: کلن بن |
| فن‌ایر                                                 | فصلی: هلسینکی |
| جت۲.کام                                               | فصلی: بیرمنگام (آغاز از ۶ مه ۲۰۱۸)، ایست میدلند، لیدز برادفورد، منچستر، نیوکاسل |
| جت تایم                                               | چارتر فصلی: آلبورگ |
| لوفت‌هانزا رجینال اجرا توسط ایر دولومیتی               | مونیخ |
| لوفت‌هانزا رجینال اجرا توسط لوفت‌هانزا سیتی‌لاین         | مونیخ |
| نروجین ایر شاتل                                       | فصلی: کپنهاگ، گاردرموئن اسلو، استکهلم-آرلاندا |
| پابیدا                                                | ونوکووا |
| هواپیمایی قطر                                         | حمد |
| رایان‌ایر                                              | فرتیلیا، باری، باووایس-تیلی، برلین شونفلد، بریندیسی، بوداپست فرنک لیست، کگلیاری-الماس، کاتانیا-فونتاناروسا، بروکسل جنوب شرلروآ، کومیسو، آیندهوون، فوئرته‌ونتورا، فرانکفورت (آغاز از ۵ سپتامبر ۲۰۱۷)، جیرونا-کاستا براوا، گرن کناریا، فرانکفورت-هان، جان پل دوم کراکوف-بالیس، لامتزیا ترمه، لیسبون پورتلا، جان لنون لیورپول، استانستد لندن، مادرید-باراخاس، مالت، مراکش-منارا، پالرمو، سن پابلو، صوفیه، تنریف جنوبی، تراپانی-بیرجی، والنسیا فصلی: بیلاند، سفلوونیا، خانیا، کورفو، دوبلین، ایست میدلند، ادینبرو، فس-سایس، گدایسک لخ والسا، گوتنبرگ-لاندوتر، ایبیزا، جزیره کوس، لیدز برادفورد، گلاسگو پرستویک، رود، استکهلم-اسکاوستا، وارساو مادلن، ویزه |
| اس۷ ایرلاینز                                          | دوموده‌دوو |
| هواپیمایی اسکاندیناوی                                 | فصلی: کپنهاگ، گاردرموئن اسلو، استکهلم-آرلاندا |
| سیلور ایر                                             | مرینا دیکمپو |
| ترانساویا.کام                                         | اسخیپول آمستردام فصلی: روتردام دی‌هیگ |
| ترکیش ایرلاینز                                        | فصلی: آتاترک |
| ولوتی                                                 | فصلی: بوردو–مریگناک، نانت آتلانتیک، پالما د مایورکا |
| ویولینگ                                               | بارسلونا-ال پرات |
| ویز ایر                                               | هنری کواندا |

### باری
| شرکت‌های هواپیمایی                                    | مقصدهای پروازی                       |
| ---------------------------------------------------- | ------------------------------------ |
| دی‌اچ‌ال اوییشن اجرا توسط یوروپین ایر ترنسپورت لایپزیگ | لایپزیگ/هال، بلوونی گوگلیلمو مارکونی |
| دی‌اچ‌ال اوییشن اجرا توسط Swiftair                     | اوریو آل سریو                        |
| فدکس اکسپرس اجرا توسط ای‌اس‌ال ایرلاینز ایرلند         | میلانو مالپنسا                       |